# Tomasz Łuczak
Tomasz Łuczak (Poznań, 13 de março de 1963) é um matemático polonês, professor da Universidade Adam Mickiewicz de Poznań e da Universidade Emory.
Seu campo principal de pesquisa é a combinatória, especificamente estruturas matemáticas discretas, como grafos aleatórios, e seu número cromático.
Orientado por Michał Karoński, Łuczak obteve um doutorado na Universidade Adam Mickiewicz de Poznań em 1987. Recebeu o Prêmio EMS de 1992.